# Frank Lombardo
Pour les articles homonymes, voir Lombardo.
Frank Lombardo (connu aussi sous les pseudonymes de Francisco Lombardo et Francis Lombardo) est un chef décorateur et un directeur artistique américain né le 6 octobre 1915 et mort le 18 février 2001.

## Filmographie

### Cinéma
- 1960 : The Purple Gang
- 1966 : The Spy in the Green Hat
- 1972 : Silent Running de Douglas Trumbull
- 1974 : The Crazy World of Julius Vrooder
- 1976 : The River Niger
- 1978 : Le Convoi (Convoy) de Sam Peckinpah
- 1984 : Les Tronches (Revenge of the Nerds) de Jeff Kanew

### Télévision

#### Série télévisée
- 1964 : Des agents très spéciaux
- 1971 : Cannon
- 1978 : L'Île fantastique
- 1979 : Buck Rogers au XXVe siècle (Buck Rogers in the 25th Century)
- 1984 : Arabesque (Murder, She Wrote)

#### Téléfilm
- 1971 : Brian's Song
- 1974 : The Mark of Zorro
- 1975 : My Father's House
- 1975 : The Legendary Curse of the Hope Diamond
- 1980 : The Secret War of Jackie's Girls
- 1985 : Code Name: Foxfire